# BMX

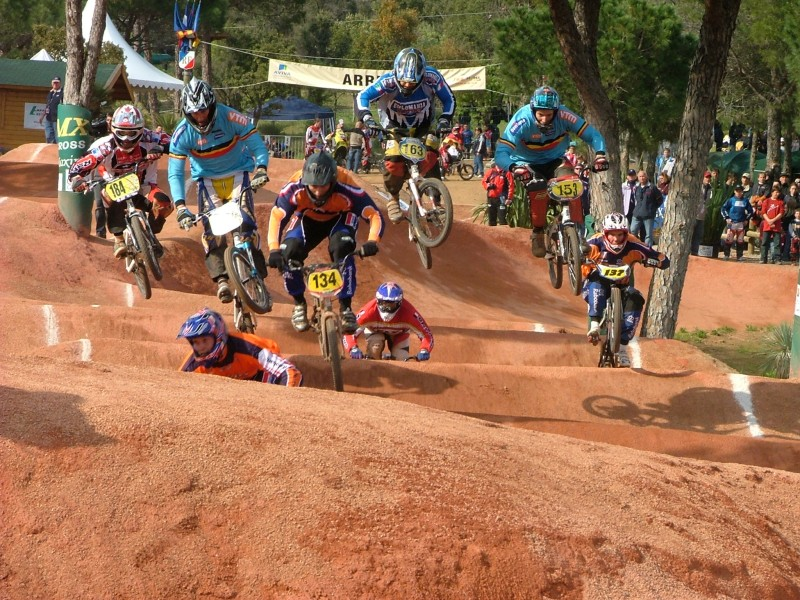
Europamästerskapen 2005 i Sainte Maxime i Frankrike.

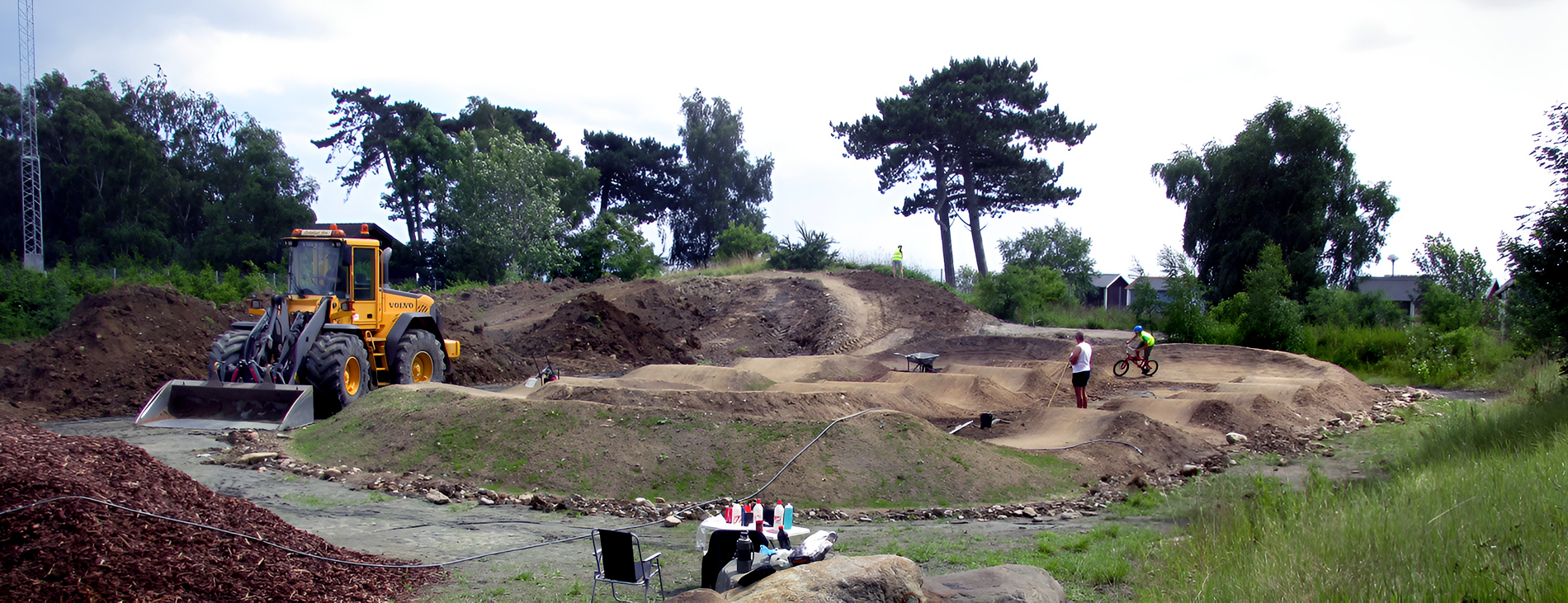
Cykelklubben Vinco anlägger sin BMX bana vid Världens ände i Ystad 2016.

BMX (av engelskans bicycle motocross) är en sport med en speciell typ av cykel, en så kallad BMX-cykel. BMX utövas på en bana liknande en motocrossbana med olika typer av hopp och doserade kurvor, så kallade bermar. BMX utvecklades i Kalifornien USA under det tidiga 1970-talet av pojkar som var för unga för att köra motocross, i stället utvecklade de BMX (därav bicycle motocross, engelska för "cykel-motocross"). Från Olympiska sommarspelen 2008 i Beijing i Folkrepubliken Kina är BMX sommarolympisk gren. Den organiserad BMX-sporten styrs på internationell nivå av internationella cykelförbundet UCI.
I Sverige finns BMX-banor på orterna Borås, Hallstavik, Kungsbacka, Lerum, Linköping, Malmö, Märsta, Upplands Väsby, Uppsala, Älvsjö, Ängelholm och Östhammar.
"BMX Freestyle" är en annan gren som i sin tur kan indelas i några subgrupper:
- Flatland - åkning på platt mark olika typer av snurrar på fram- och bakhjul. En flatlandutövare hittar du oftast på en parkeringsplats eller i något garage. Sannolikheten är stor att han eller hon är där ensam då det inte är någon utbredd sport i Sverige. Flatlandcyklar skiljer sig också lite från andra freestylecyklar då de är kortare och ofta har branta ramvinklar. Använder även ofta freecoaster som underlättar tricken då pedalerna inte rör sig då cykeln rullar baklänges.
- Street - att åka på de hinder man hittar i stan: räcken, trappor, väggar, betongsuggor, lastkajskanter och liknande.
- Park - att åka i skatepark-inspirerad stil och innehåller då banks, quarterpipes, "boxar", "hippar" och annat. Area 51, Capital bikepark, Fryshuset, Fun skatepark, Hangaren, Hofors X Park och Skogås är några kända ställen.
- Miniramp - oftast cirka 180 cm hög. Finns ibland med en "spine", det vill säga två böjar mot varandra med bara ett stålrör ("coping") emellan.
- Vertramp - stor ramp med vertikala sidor allra längst upp, 3–5 meter hög.
- Dirt eller trails - hopp av packad jord med ett mellanrum ("gap") och sedan en landning, ibland flera direkt efter varandra. Fittja var länge det mest kända stället i Sverige, men är numera nerlagt, det finns dock ett liknande ställe i Skogås söder om Stockholm.